# Travale
Travale è una frazione del comune italiano di Montieri, nella provincia di Grosseto, in Toscana.

## Geografia fisica
Travale si trova nell'area delle Colline Metallifere grossetane nella parte settentrionale del comune.

## Storia
Il borgo fu possedimento della famiglia Pannocchieschi dal Medioevo fino al XIV secolo. Nel secolo successivo divenne parte della Repubblica di Siena a poi, a metà del XVI secolo, del Granducato di Toscana.
L'11 dicembre 1724 il borgo fu l'epicentro di un terremoto che raggiunse la magnitudo 5.32 della scala Richter ed il VII-VIII grado della scala Mercalli.

## Monumenti e luoghi d'interesse

### Architetture religiose
- Chiesa dei Santi Michele e Silvestro, chiesa parrocchiale della frazione, fu realizzata in epoca medievale in stile romanico; parte della facciata principale è caratterizzata da una bicromia bianco-verde.
- Oratorio della Compagnia, situato a ridosso della parete sinistra della chiesa parrocchiale, è anch'esso di origini medievali sia pur con elementi architettonici in stile gotico.
- Chiesa di Sant'Antonio da Padova a Campo Giardino, nei dintorni di Travale.
- Chiesa di San Giovanni Battista a Brezzano, nei dintorni di Travale.

### Architetture militari
- Mura di Travale: della antiche mura che delimitavano il borgo castellano di origini medievali, si sono conservati i ruderi di una torre, alcuni tratti di mura e una porta di accesso.

## Società

### Evoluzione demografica
Quella che segue è l'evoluzione demografica della frazione di Travale. Sono indicati gli abitanti dell'intera frazione e dove è possibile la cifra riferita al solo capoluogo di frazione. Dal 1991 sono contati da Istat solamente gli abitanti del centro abitato, non della frazione.
| Anno | Abitanti | Abitanti       |
| Anno | Frazione | Centro abitato |
| ---- | -------- | -------------- |
| 1839 | 500      | -              |
| 1845 | 584      | -              |
| 1921 | 783      | -              |
| 1931 | 710      | -              |
| 1961 | 599      | 240            |
| 1981 | 252      | 119            |
| 2001 | -        | 84             |
| 2011 | -        | 59             |
| 2022 |          | 60             |

## Cultura

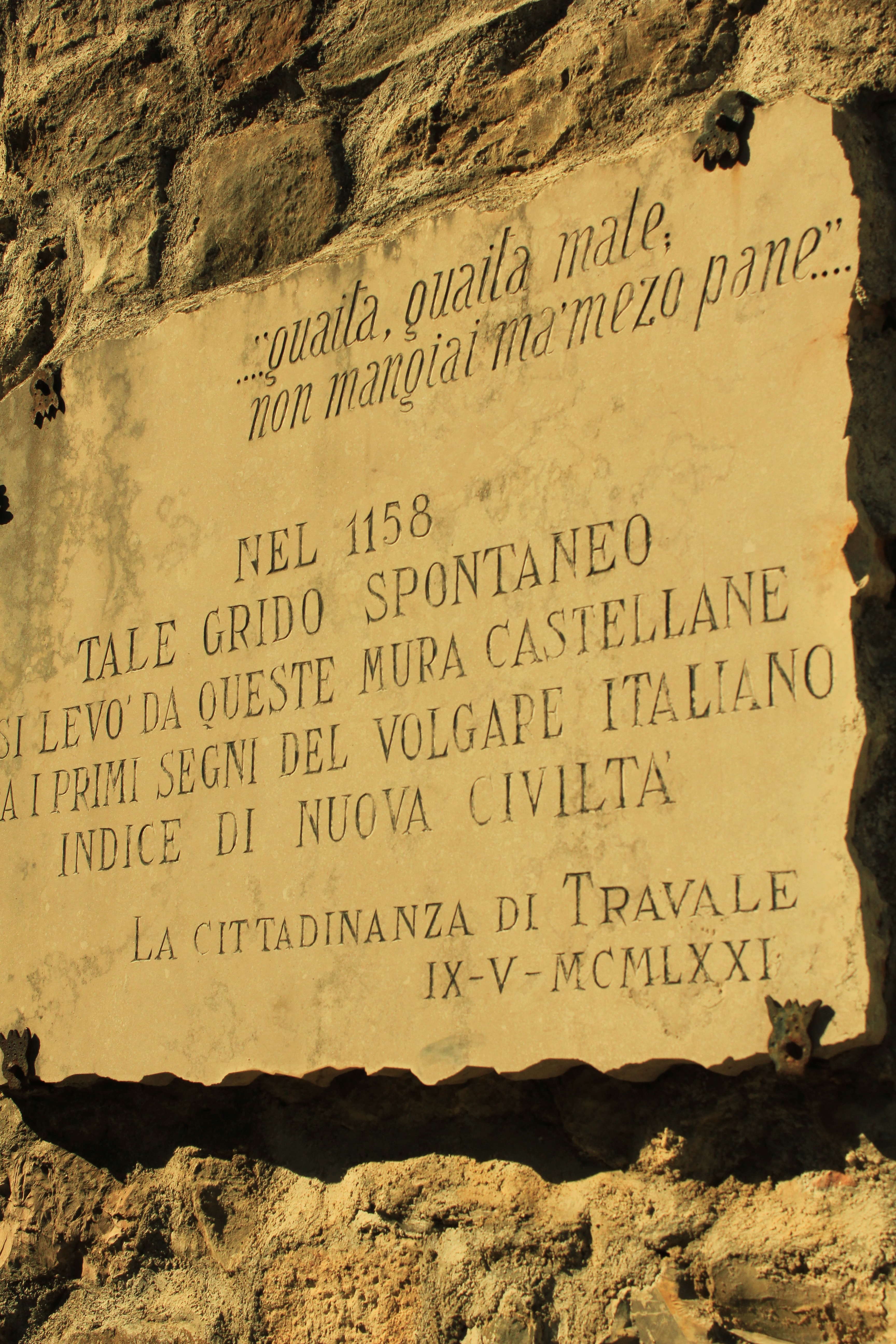
La "guaita" di Travale

### La guaita di Travale
Porta la data del 6 luglio 1158 un documento, conosciuto come la guaita di Travale custodito nell'Archivio della Curia Vescovile di Volterra che riporta una frase in italiano volgare «...guaita, guaita male, non mangiai ma' mezo pane...» detta da tale Malfredo di Casamagi, guardiano del castello. Una frase da molti definita un vero e proprio verso poetico, probabilmente versione parodica di un noto canto di scolta in lingua d'oc.

### Elena da Travale
Il paese fu il luogo in cui visse tale «monna Elena, moglie di Nanni da Travale detto Sarteano», meglio conosciuta come Elena da Travale, una delle più famose streghe della Maremma, specializzata nella pratica dei filtri di amore e di odio. Soprannominata anche la "strega dei rondinini" per via del suo modo di usare pulcini di rondine in alcune delle sue arti magiche, il 12 giugno del 1423 fu condotta davanti al Tribunale Civile e Religioso di Volterra, presieduto dal vescovo Stefano di Geri del Buono da Prato, poiché accusata di essere «incantatrice, divinatrice e sortilega, abile a manipolare i consigli secondo le risposte del demonio». Sottoposta ad un pressante interrogatorio, Elena non pronunciò mai le cinque parole rituali necessarie a rendere efficace un sortilegio, rivelando tuttavia una nutrita serie di formule, di fatture e di ricette in volgare paesano che vennero scrupolosamente annotate dal notaio Ottaviano Vermicelli. Svelò, ad esempio, l'eterno segreto dell'odio e dell'amore contenuto in una ricetta infallibile da lei più volte sperimentata: «Accipit una nidiata di rondolini che sieno almeno quattro e mettegli in una pentola roggia in uno suppedanio vivi, e lassagli stare tanto che muoiono. Quelli che stanno vòlti l'uno al dietro dell'altro li secca e fanne polvere e quella polvere dà a quelli fra quali vuoi che sia discordia e presa questa polvere saranno in grandissima discordia. Se vuoi mettere concordia piglia quelli rondolini, che stanno a becco a becco vòlti, e fa il simile e sarà concordia tra coloro a chi lo farai». Al termine dell'audizione dei testimoni il vicario vescovile Antonio Michelotti da Perugia non dovette tuttavia ritenere gravissimi i fatti commessi, ed anziché approntare il rogo, sentenziò: «... la donna sia fustigata, messa alla berlina e sbandita dai confini...». Elena fu quindi frustata, esposta ai lazzi della folla ed esiliata, oltre ad essere condannata al pagamento delle spese processuali liquidate in 50 fiorini.